# دونگنا (بوتان)
دونگنا (به لاتین: Dungna) یک منطقهٔ مسکونی در بوتان (کشور) است که در استان چوخا واقع شده‌است.